# Corethrella nanoantennalis
Corethrella (Corethrella) nanoantennalis – gatunek muchówki z rodziny Corethrellidae.
Gatunek ten został opisany w 2012 roku przez Arta Borkenta i Ulmara Grafe, wyłącznie na podstawie samic.
Muchówka o czole z dwoma dużymi szczecinkami między oczami. Czułki ma brązowe z członami biczyka od pierwszego do czwartego wyraźnie krótszymi niż piąty. Głaszczki ma dwubarwne: ciemno- i jasnobrązowe. Ciemnobrązowe pleura tułowia kontrastują z w większości jaśniejszym jego wierzchem. Na skrzydłach pigmentowane łuski występują tylko do przepaski środkowej; odsiebnie od niej takowych brak. Przezmianki są w tym samym odcieniu brązu co scutellum. Odnóża są jasnobrązowe z ciemnobrązową pigmentacją oraz ciemniejszymi nasadowymi częściami ud. Tergity odwłokowe od drugiego do siódmego są jasne z przyciemnionymi przednio-bocznymi narożami. Sternity są jasnobrązowe z rozjaśnionymi tylnymi krawędziami płytek od drugiej do szóstej. Ósmy i dziewiąty segment odwłoka mają barwę brązową.
Owad znany wyłącznie z Borneo: z Parku Narodowego Ulu Temburong w Brunei i malezyjskiego stanu Sarawak. Zamieszkuje dojrzałe lasy dwuskrzydlowe porastające zbocza.